# Xương Khánh cung
Changgyeonggung (Hangul: 창경궁, Hanja: 昌慶宮, Hán Việt: Changgyeonggung), là một cung điện cổ và một địa điểm thu hút khách du lịch nổi tiếng nằm ở thành phố Seoul, Hàn Quốc. Cung điện được xây dựng vào giữa thế kỷ 15 bởi vua Thế Tông dành cho phụ thân của ông là vua Thái Tông. Ban đầu nơi đây được đặt tên là "Suganggung", nhưng sau đó thì được trùng tu và mở rộng vào năm 1483 bởi vua Thành Tông, vào thời điểm đó cung được đổi tên như hiện tại. Nhiều kiến trúc đã bị phá hủy trong những cuộc chiến tranh xâm lược vào cuối thế kỷ 16 của Nhật Bản. Cung lại được tái xây dựng bởi các đời vua tiếp theo của nhà Triều Tiên nhưng một lần nữa lại bị phá hủy bởi người Nhật vào cuối thế kỷ 20. Trong suốt thời kỳ thuộc Nhật, người Nhật cho xây dựng vườn bách thú, vườn thực vật, và bảo tàng trong khuôn viên. Sau khi hoàn toàn giành được độc lập vào năm 1945 và vượt qua cuộc khủng hoảng của Chiến tranh Triều Tiên (1950-1953), vườn thú được bổ sung thông qua sự đóng góp từ những doanh nhân giàu có của Hàn Quốc lúc bấy giờ và từ vườn thú nước ngoài. Vào năm 1983, vườn thú và vườn thực vật được chuyển đến nơi mà ngày nay gọi là Seoul Land.

## Kiến trúc và công trình
- Honghwamun (Hangul: 홍화문 Honghwamun  - cổng chính) – Cổng chính của cung điện hướng về phía Đông như phần chính của cung điện. Lần đầu tiên xây dựng vào năm 1484, nó bị đốt cháy trong cuộc xâm lược của Nhật Bản vào năm 1592 và tái xây dựng vào năm 1616. Khi đi qua cổng, đứng trên cầu Okcheongyo sẽ thấy được toàn quan cảnh. Giữa lan can phần mái cong của cầu được khắc hình yêu tinh (Hangul:도깨비, dokkaebi) dùng để xua đuổi ma quỷ. Okcheongyo được xây dựng khoảng 500 năm về trước và được sử dụng như biểu tượng khi bước vào sân điện. Honghwamun được chỉ đinh là kho báo quốc gia 384.
- Okcheongyo (Hangul: 옥천교  Ngọc Xuyên kiều - cầu) – Cầu được xây dựng vào năm 1483. Dài 9,9 mét, rộng 6,6 mét và được hỗ trợ bởi hai nhánh cong. Giữa lan can phần mái cong của cầu được khắc hình yêu tinh (dokkaebi) dùng để xua đuổi ma quỷ. Okcheongyo được sử dụng như biểu tượng khi bước vào sân điện. Okcheongyo được chỉ đinh là kho báo quốc gia 386.
- Myeongjeongjeon (Hangul: 명정전  Minh Chính điện - chính điện) - Điện Minh Chính là điện chính của cung điện, là nơi quốc gia tổ chức các cuộc họp và đại tiệc hoàng gia. Lần đầu tiên được xây dựng vào năm 1484, nó bị đốt cháy trong cuộc xâm lược của Nhật Bản vào năm 1592. Tái xây dựng vào năm 1616, nó là chính điện lâu đời nhất trong tất cả cung điện ở Seoul. Nó nhỏ hơn hai chính điện của Gyeongbokgung (Cảnh Phúc Cung) và Changdeokgung (Xương Đức Cung) bởi vì ban đầu nó được xây dựng như khu nhà ở, đặc biệt là cho Đại phi, không phải để ngai vàng. Mặc dù nó rất đơn giản với một lối kiến trúc,

Myeongjeongjeon được xây dựng trên một khuôn viên mang đậm phong cách của một chính điện. Dọc suốt sân điện là 3 lối đi bộ nằm ở giữa chỉ dành cho vua sử dụng. Xung quanh điện là các căn phòng đơn dành cho lính Vương thất hoặc dành cho tang lễ của Vương thất. Myeongjeongjeon được chỉ định là kho báo quốc gia 226.
- Munjeongjeon (Hangul: 문정전 Văn Chính điện - điện chính trị) - Điện Văn Chính là điện chính trị nơi mà vua giải quyết các vấn đề quốc gia. Không giống như điện ngai vàng, hướng về phía Đông, điện này hướng về phía Nam. Bố trí cung điện với kiến trúc đối diện với điện ngai vàng là rất kì lạ ở Triều Tiên. Munjeongjeon còn được sử dụng để cất giữ bài vị hoàng thất sau đám tang. Nó đã bị tháo bỏ trong suốt thời kì Nhật thuộc. Munjeongjeon ngày được được phục hồi vào năm 1986 cùng với cổng thành Munjeongjeon và phần mái che ở hướng Đông. Theo "Bản vẽ Đông cung" vào thế kỉ 19, Munjeongjeon bị chia cắt từ Sungmundang và Myeongjeongjeon bởi một bức tường, và có một phụ lục nhỏ; sân được bao bọc bởi bức tường như hành lang. Phần này chưa được khôi phục.

Vào ngày 13 tháng 5 năm 1762, sân điện phía trước Munjeongjeon chứng kiến sự kiện bi thảm nhất của thế kỉ. Nó được ban ra bởi vua Anh Tổ rằng Trang Hiến Thế tử đã bị bệnh tâm thần và hành xử bất thường. Tức giận với thế tử, cha ông đã ra lệnh cho ông phải được giam sống trong một cái rương gạo lớn, nơi ông qua đời 8 ngày sau đó ở tuổi 28. Vua Anh Tổ sau đó trở nên đau khổ và đặt thuỵ hiệu sau cho con là 'Tư Điệu' ("suy nghĩ phiền muộn"). Người ta thường tin rằng Tư Điệu Thế tử là nạn nhân trong âm mưu của kẻ thù chính trị, nhưng điều này đã bị bác bỏ trong "Nhàn Trung lục", được viết bởi Hiến Kính Vương hậu.
- Sungmundang (Hangul: 숭문당 Sung Văn đường  - điện) – Tại điện Sungmundang, vua tổ chức các yến tiệc để thảo luận về vấn đề quốc sự và văn học cổ điển. Người ta tin rằng nó được xây dựng vào thời vua Gwanghaegun (Quang Hải Quân) khi Changgyeonggung lần đầu tiên xây dựng lại. Bị cháy vào năm 1830, nó được xây dựng vào mùa thu cùng năm. Nó được thiết kế đẻ làm cho điện có thể vững chắc trên nền dốc; những tảng đá trước cột được đưa lên cao, trong khi ở phía sau được hạ xuống thấp. Tên của điện được đặt là Sungmundang bởi Triều Tiên Anh Tổ được treo ở cổng vào.
- Haminjeong (nhà nhỏ) – Lần đầu tiên được xây dựng vào năm 1633 trên nền trước đây là điện Inyangjeon, Haminjeong bị phá hủy bởi hoả hoạn vào năm 1830 và tái xây dưng vào năm 1833. Vua sử dụng nhà này để chiêu đãi các yến tiệc nhỏ. Haminjeong ngày nay được mở ra cả bốn phía, nhưng trong mô tả của "Bản vẽ Đông cung", nó có bức tường ở 3 phía.
- Gyeongchunjeon (điện) – được xây dựng vào 1483, phá hủy vào năm 1592, tái xây dựng vào năm 1616, hoả hoạn vào năm 1830 và tái xây dựng vào năm 1834. Vua Jeongjo và vua Heonjong từng sinh ra tại đây.
- Hwangyeongjeon (điện) – lần đầu tiên xây dựng vào năm 1484 trong thời gian trị vì của vua Seongjong, phá hủy vào năm 1592, tái xây dựng vào 1616, thiêu cháy vào năm 1830 và tái xây dựng lại vào 1834.
- Tongmyeongjeon (điện) - lần đầu tiên xây dựng vào năm 1484, tái xây dựng gần đây nhất vào năm 1834; phần chính điện nằm trong vùng Yeonjo nơi vua và hoàng thất từng sống tại đó.
- Chundangji (hai hồ) – xây dựng vào năm 1909, với diện tích 366m² đảo và cây cầu được xây dựng vào năm 1984. Hồ nhỏ rộng 1.107m² và lớn rộng 6.483m².

## Hình ảnh

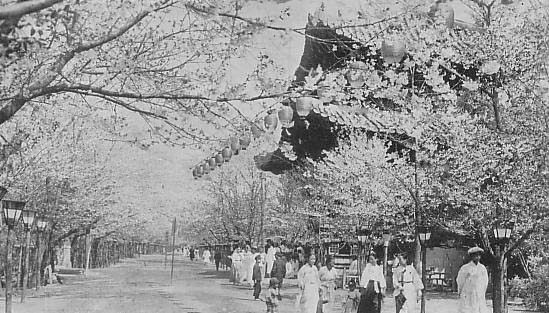
Xương Khánh cung vào năm 1930 (trong suốt thời kì Triều Tiên thuộc Nhật)
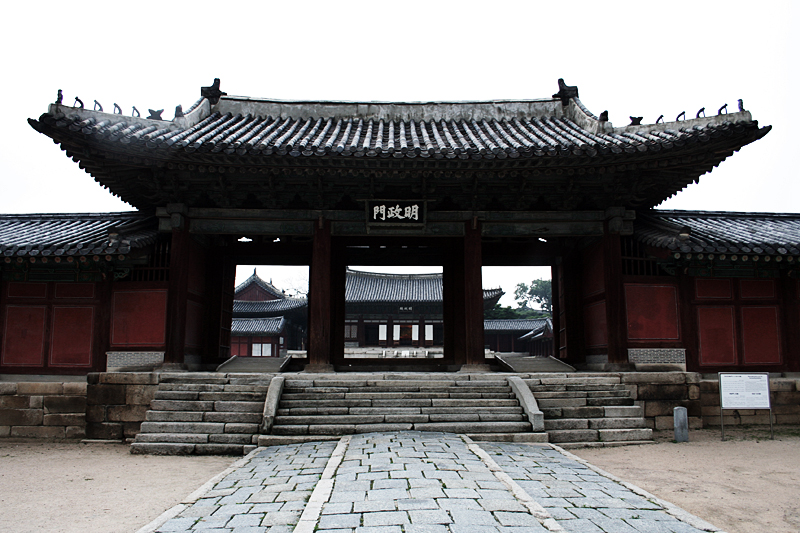
Cổng chính của cung điện
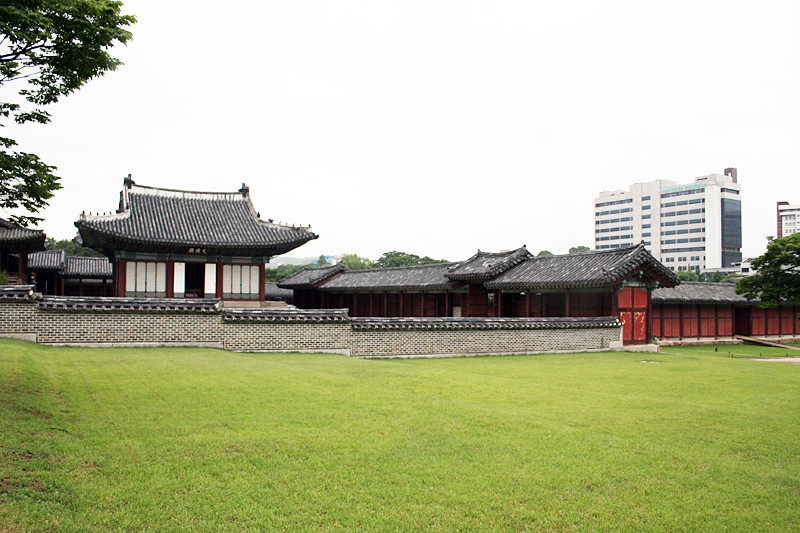
Toàn cảnh cung điện
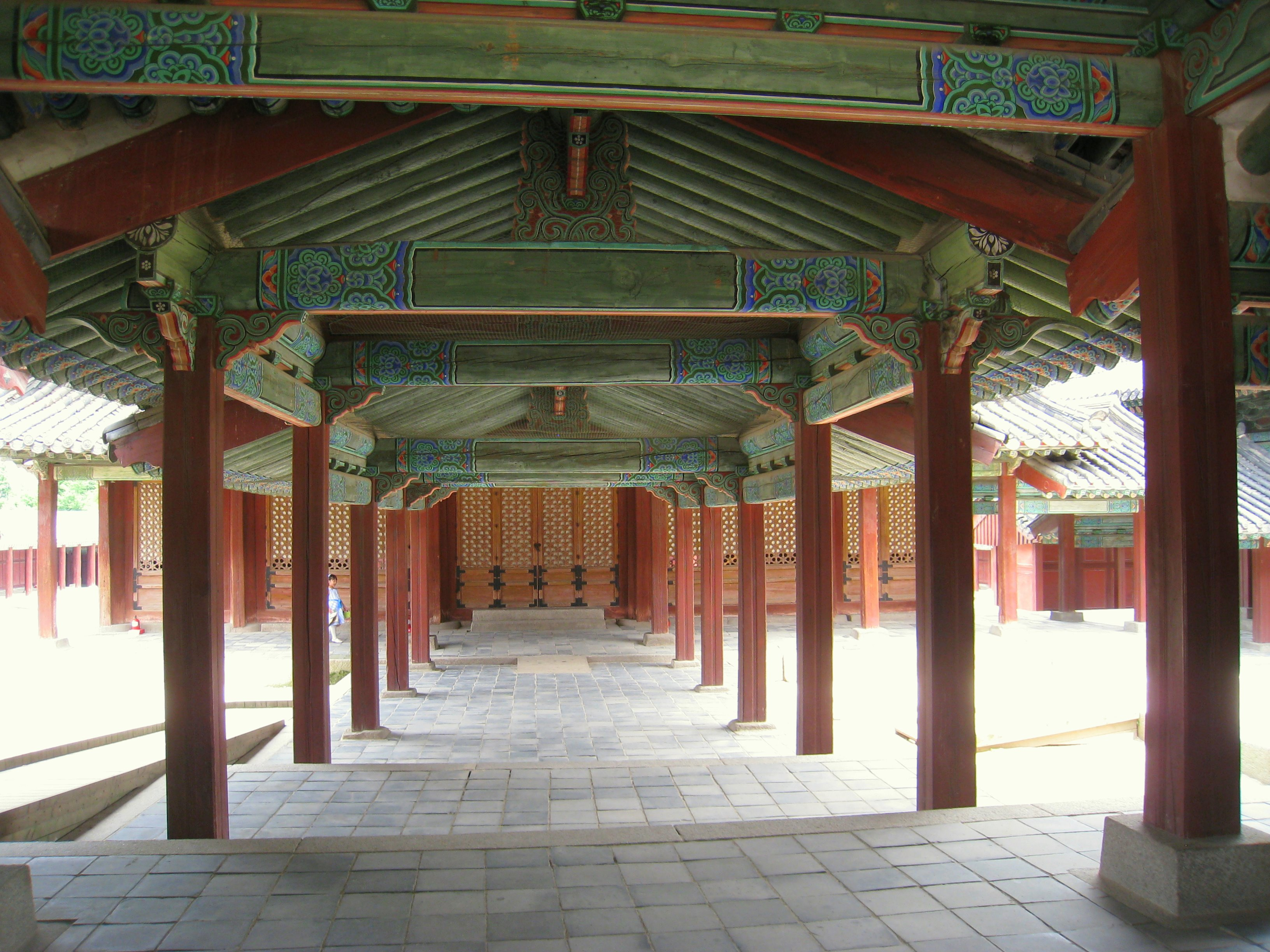
Hành lang Sungmundang
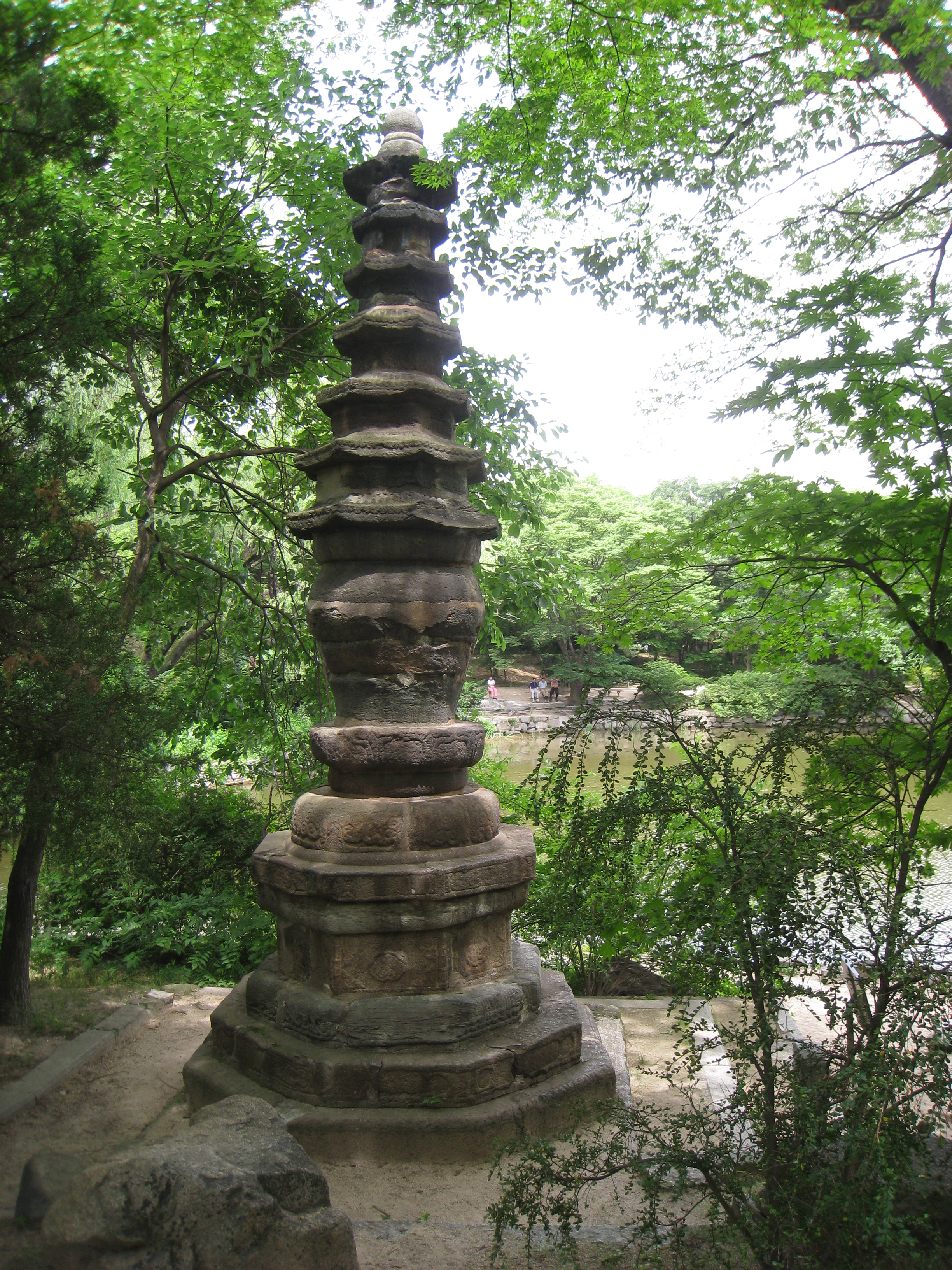
Chùa
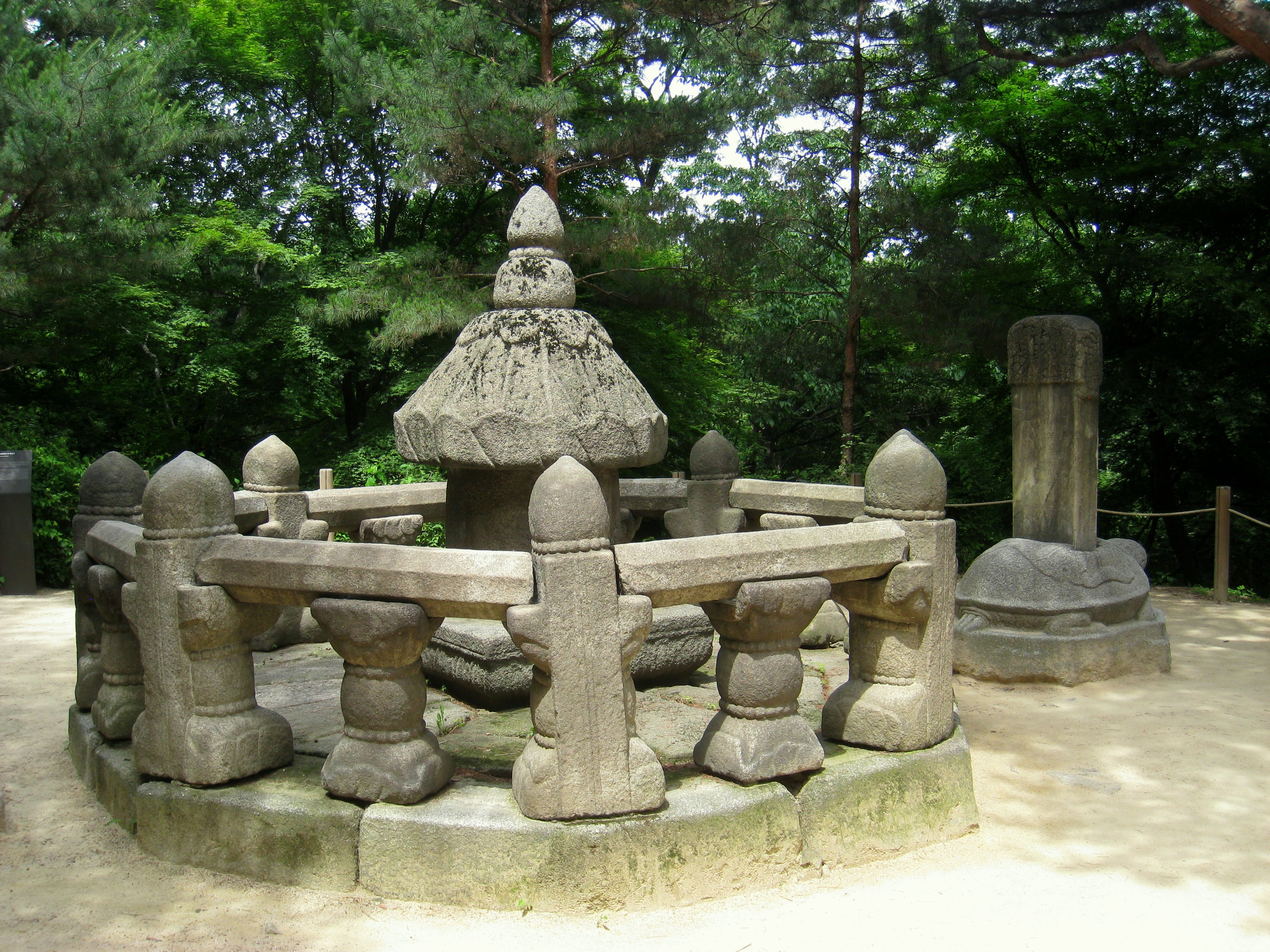
Taesil
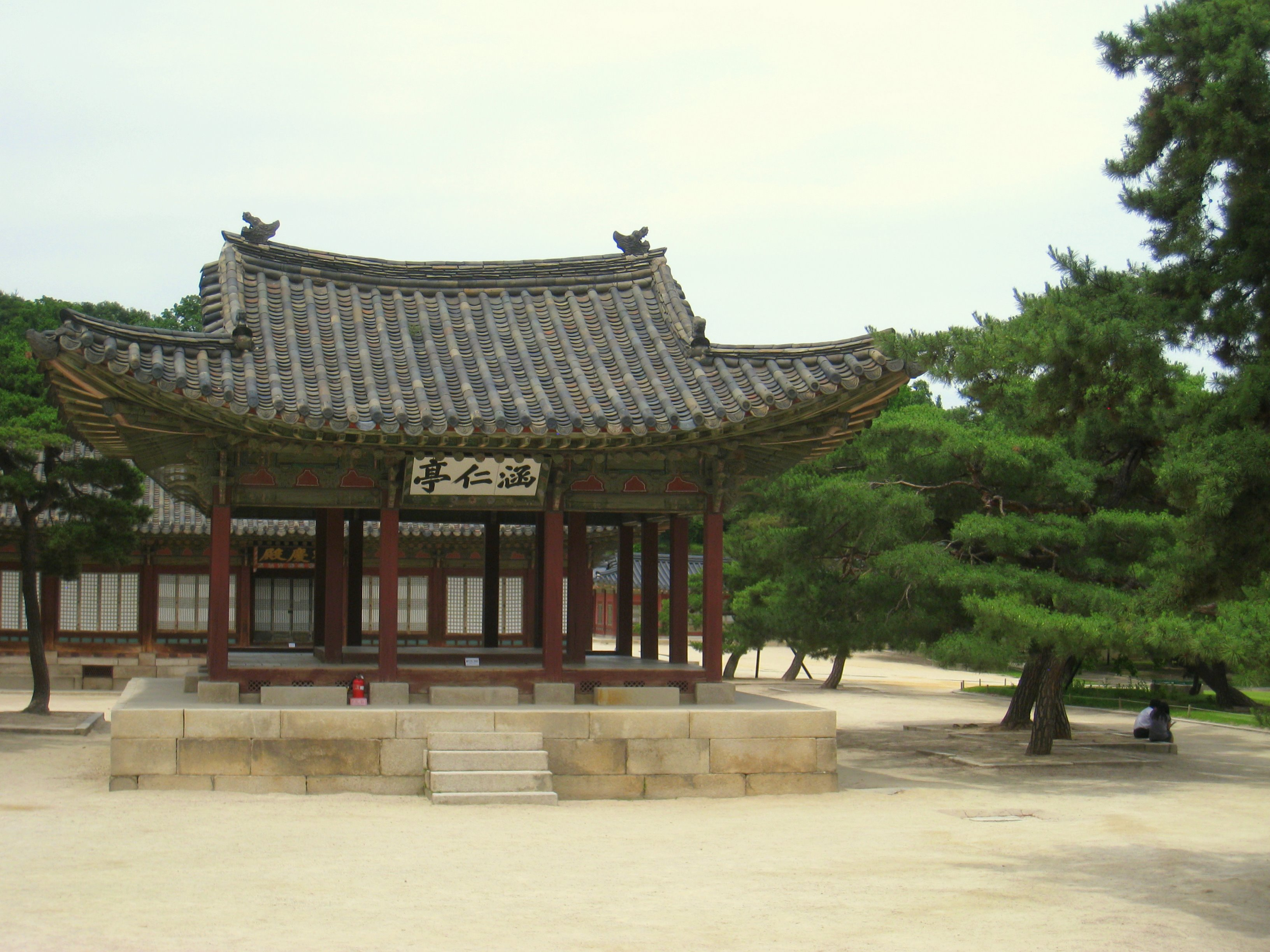
Haminjeong
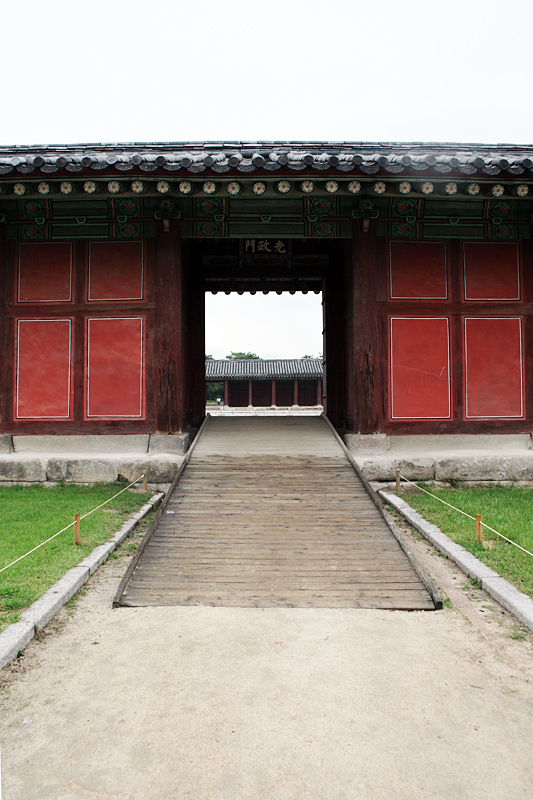
Cổng
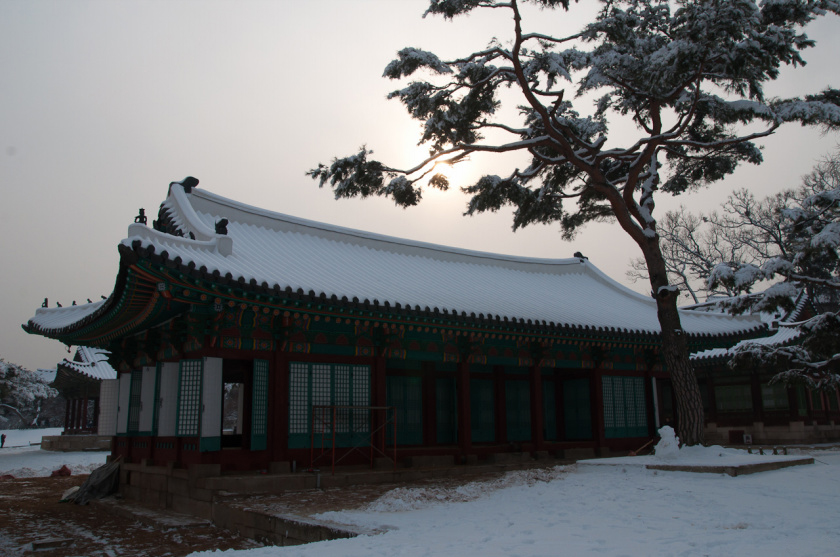
Yanghwagung vào mùa đông